# Apropiere (serial)
Apropiere (titlul original în engleză Bonding) este un serial de comedie neagră american, care a avut premiera pe Netflix pe 24 aprilie 2019. În rolurile principale joacă Zoe Levin, Brendan Scannell, Micah Stock, Theo Stockman, și D'Arcy Carden. Pe 16 ianuarie 2020, serialul a fost reînnoit pentru un al doilea sezon.
Apropiere este presupus a fi vag bazat pe experiența personală a creatorului  Rightor Doyle.

## Sinopsis
Povestea este cea a lui Tiffany „Tiff” Chester (Zoe Levin), o studentă la psihologie care lucrează ca dominatrix. Ea îl angajează ca asistent pe Pete Devin (Brendan Scannell), prietenul ei cel mai bun din liceu și homosexual. Personajele semi-înstrăinate devin din nou prieteni în New York, unde Pete este chelner într-o cafenea, vrând să devină comedian în ciuda tracului de scenă. Tiff se zbate să îmbine viața personală cu școala și locul de muncă, dar și să gestioneze expunerea lui Pete la sadomasochism și BDSM și modul în care, treptat, îl ajută să se simtă liber în viață.

## Actori și personaje
- Zoe Levin ca Tiffany „Tiff” Chester, studentă la psihologie care locuiește în New York. Ea lucrează noaptea ca dominatrix sub numele de „Doamna May”. Apelează la ajutorul lui Pete, care îi devine asistent.
- Brendan Scannell ca Peter „Pete” Devin, un tânăr homosexual care devine asistentul lui Tiff. Inițial alege numele „Carter”, dar mai târziu este numit „Domnul Carter”.

- Micah Stock ca Doug, colegul de clasă al lui Tiff
- Kevin Kane ca Profesorul Charles, profesorul de psihologie
- Stephanie Styles drept Kate
- D'Arcy Carden ca Daphne
- Theo Stockman ca Josh
- Alex Hurt ca Frank, colegul de cameră al lui Pete
- Gabrielle Ryan ca Portia, prietena lui Frank
- Eric Berryman ca Andy, soțul lui Daphne
- Charles Gould ca Fred, unul dintre clienții lui Tiff
- Matthew Wilkas ca Rolph, slujnicul german și client al lui Tiff
- Jade Elysan drept Cat Dom
- Alysha Umphress ca Murphy, comediană și prietenă a lui Pete
- Amy Bettina ca Chelsea
- Stephen Reich ca Trevor

## Producție

### Dezvoltare
Pe 14 decembrie 2018, Netflix a anunțat că a achiziționat serialul cu un sezon de șapte episoade. Serialul este creat de Rightor Doyle, care este creditat ca producător executiv, alături de Dara Gordon, Jacob Perlin, Nina Soriano, Tom Schembri și David Sigurani. Printre companiile de producție implicate se numără Blackpills și Anonymous Content. Pe 16 ianuarie 2020, Netflix a reînnoit serialul pentru un al doilea sezon.

### Distribuție
După ce Netflix a achiziționat serialul, a fost confirmat faptul că Zoe Levin și Brendan Scannell vor juca în rolurile principale.

## Lansare
Pe 22 aprilie 2019, Netflix a lansat trailerul oficial pentru serial.